# Minohlita
La minohlita és un mineral de la classe dels sulfats. Rep el nom de la ciutat de Minoh, al Japó, on es va descobrir.

## Característiques
La minohlita és un sulfat de fórmula química (Cu,Zn)₇(SO₄)₂(OH)10·8H₂O. Va ser aprovada com a espècie vàlida per l'Associació Mineralògica Internacional l'any 2012, sent publicada per primera vegada un any després. Cristal·litza en el sistema hexagonal. La seva duresa a l'escala de Mohs és 2. Es troba relacionada química i estructuralment amb la schulenbergita.
Segons la classificació de Nickel-Strunz, la minohlita hauria de pertànyer a "07.D - Sulfats (selenats, etc.) amb anions addicionals, amb H₂O, amb cations de mida mitjana només; plans d'octaedres que comparteixen vores» juntament amb els següents minerals: felsőbanyaïta, langita, posnjakita, wroewolfeïta, spangolita, ktenasita, christelita, campigliaïta, devil·lina, ortoserpierita, serpierita, niedermayrita, edwardsita, carrboydita, glaucocerinita, honessita, hidrohonessita, motukoreaïta, mountkeithita, shigaïta, wermlandita, woodwardita, zincaluminita, hidrowoodwardita, zincowoodwardita, natroglaucocerinita, nikischerita, lawsonbauerita, torreyita, mooreïta, namuwita, bechererita, ramsbeckita, vonbezingita, redgillita, calcoalumita, nickelalumita, kyrgyzstanita, guarinoïta, schulenbergita, theresemagnanita, UM1992-30-SO:CCuHZn i montetrisaïta.

## Formació i jaciments
Va ser descoberta a la mina Hirao, situada a Onsen-cho, a la ciutat de Minoh (Prefectura d'Osaka, Japó). També ha estat descrita posteriorment als Estats Units, Alemanya, Itàlia i Grècia.